# بلدية لاشكو
بلدية لاشكو هي بلدية في سلوفينيا، تتبع ستيريا (سلوفينيا)، بلغ عدد سكانها 13٬156  نسمة، في 2016، تبلغ مساحتها 197٫5 كيلومتر مربع، رمزها البريدي هو 3270.